# Cercomacra carbonaria
Cercomacra carbonaria е вид птица от семейство Thamnophilidae. Видът е критично застрашен от изчезване.

## Разпространение
Видът е разпространен в Бразилия и Гвиана.